# Análise de desgaste por uso

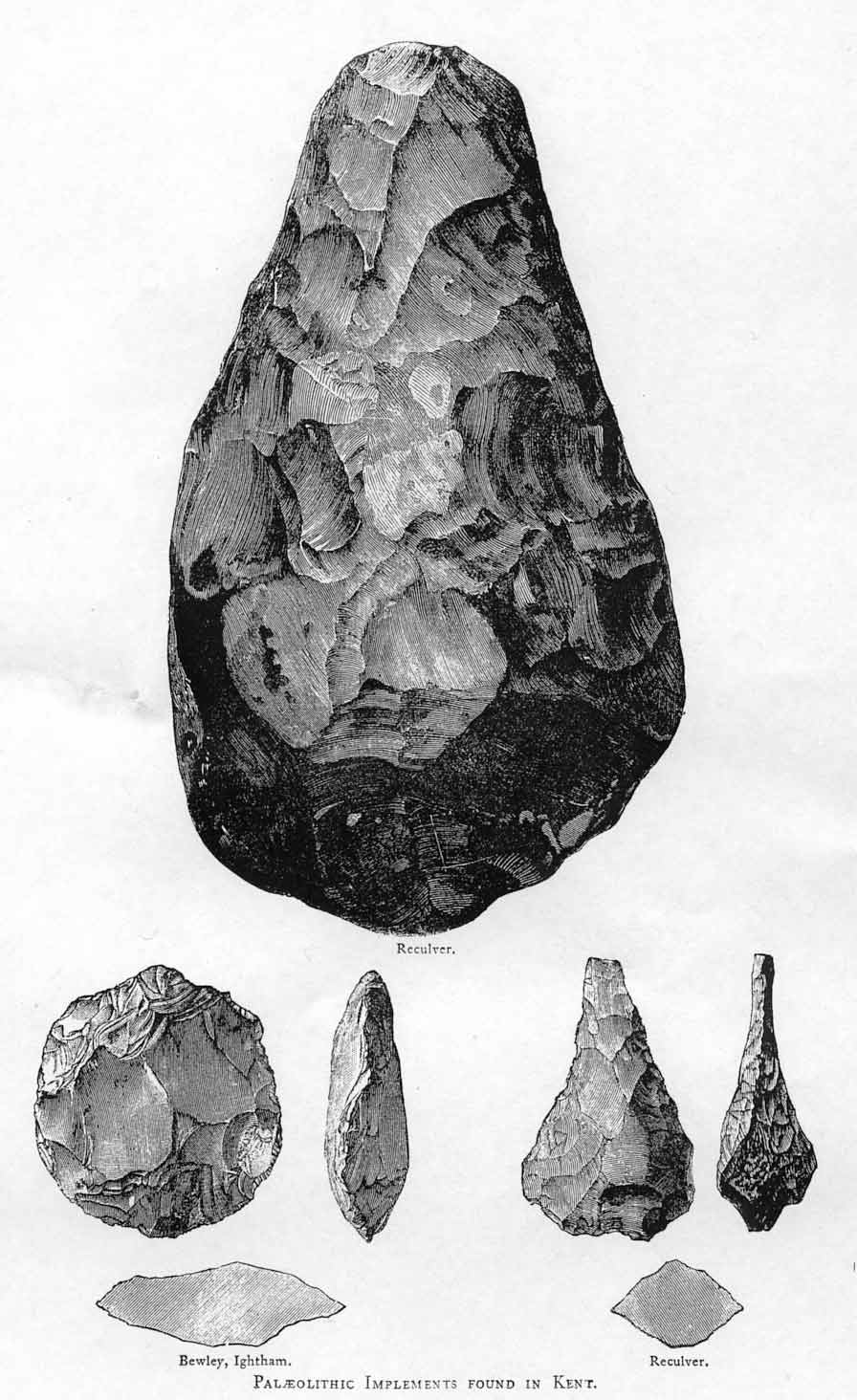
Acheulean machados de mão de Kent. Os tipos são mostrados (em sentido horário a partir do topo) cordada, ficron, e ovado.

Análise de desgaste por uso é um método em arqueologia para identificar as funções de artefato ferramentas ao examinar de perto as suas superfícies e bordas. Ele é usado principalmente em ferramentas de pedra, e é por vezes referido como "análise traceological" (do neologismo traceologia).
No estudo do desgaste de uma lítica, diferentes técnicas são usadas frequentemente. Uma distinção é muitas vezes feita entre o desgaste por uso e análise de micro-desgaste. O desgaste por uso utiliza uma abordagem de estudo de baixa ampliação, enquanto micro-desgaste emprega alta ampliação, o que levanta contendas qual abordagem é mais útil. Portanto, estudos de desgaste por uso regularmente emprega ampliação de até 50 vezes, enquanto além da ampliação de 50x é relegado para a análise de micro-desgaste, além de dois grupos de ampliação no qual os investigadores se alinham, um terceiro grupo que examina a evidência de uso pelo tentando identificar resíduos orgânicos presentes em um líticas. Os resíduos orgânicos são analisados, a fim de compreender as atividades que as líticas foram utilizadas, tais como cortar, ou outras tarefas que podem deixar para trás vestígios de trabalho com madeira, cerâmica, ou restos vegetais.
Dano da borda da ferramenta e polimento são duas fontes principais para obter informações sobre o uso de uma ferramenta. Variações do tipo de polimento são formadas dependendo de como as bordas da ferramenta são usadas funcionalmente, no tipo de material, e duração de uso.
O tipo de danos da borda  também varia entre as diferentes ferramentas. Mas uma distinção é necessária entre o uso pretendido,  que a fabricante de ferramentas concebeu a ferramenta, e o uso real. Esta é uma distinção importante na observação de como as ferramentas podem ser usadas para mais do que a função a que se destina, ou foram concebidas para diversas finalidades. Muitas vezes  destacados em exemplos da cultura moderna, são chaves de fendas, os quais são concebidos para a condução de parafusos, mas são usados regularmente para abrir latas de tinta. Este tipo de ferramenta multiuso é observado na líticas em uma 	
coleção de estudos etnográficos e etnoarqueológicos. Os tipos básicos de danos nas bordas incluem fraturas de passos, fraturas por estalo, cicatrizes em micro-flocos e arredondamento de bordas. A iniciação da fratura é definida como onde e como a fratura de uma aresta começa. A propagação da fratura é definida pelo caminho seguido por uma trinca e pelo grau de crescimento da trinca. Fraturas são freqüentemente usadas para observar como as ferramentas são criadas, mas também usadas em estudos de desgaste. Por exemplo, a fratura pode ajudar a observar se uma ferramenta foi usada em uma ação de flexão para fora, em vez de uma força descendente que pode fazer com que um floco se solte e cause danos. Além das cicatrizes, abrasão, arredondamento das arestas e estrias ocorridas após o uso da ferramenta, deve-se ter cuidado ao observar se isso ocorreu no uso real ou no manuseio após a escavação / coleta. Alterações na borda ou na superfície de uma ferramenta podem resultar de manuseio ou armazenamento inadequado. Por exemplo, dois artefatos dentro do mesmo saco podem causar marcas de desgaste por interação constante, e também se observou que os próprios sacos causam desgaste nos artefatos.
Arqueologia experimental pode ser usada para testar hipóteses sobre a função de ferramenta replicando atividades diferentes com  ferramentas novas nunca usadas. A confiabilidade de arqueologia experimental como uma fonte de informação para a análise de desgaste por uso foi testada através de vários "testes cegos". Estes testes julgam a capacidade de identificar o movimento e o material de contato com a ferramenta. Um estudo feito na Universidade da Califórnia, Davis descobriu que a ação da ferramenta foi identificada corretamente 84% das vezes, enquanto o material da  ferramenta foi identificado corretamente 74 por cento do tempo.
A confiabilidade de arqueologia experimental, tornou-se  um método popular para análise de desgaste por uso .A confiabilidade da arqueologia experimental tornou o método popular para ajudar na análise do uso de roupas. Com um microscópio e treinamento adequado, a análise de desgaste por uso pode ser um recurso útil. Embora a análise experimental do desgaste por uso  pode ser utilizado com o seu preço relativamente barato, ela pode ser um demorado esforço. Isso pode exigir lascar uma ferramenta semelhante a um artefato em análise, que pode ser dependente de um processo longo da habilidade pessoal ou da compra de uma ferramenta desse tipo.  Além disso, a replicação do uso da ferramenta requer comparável material de origem (para ferramenta de criação), bem como o acesso ao material que a ferramenta foi utilizada. Adicionalmente, os experimentos devem durar um tempo aceitável; fatiar um objeto uma vez não será suficiente e requer inúmeras tentativas por ferramenta e por material usado. Um exemplo mostra como Méry conduziu análises de desgaste e arqueologia experimental para examinar 7 lâminas de pederneira de uma oficina de cerâmica na localidade de Nausharo, no Paquistão, o que revela que essas lâminas foram usadas para espevitar argila em uma roda giratória.

## Leitura complementar
- Darvill, T (ed.) (2003). Oxford Concise Dictionary of Archaeology, Oxford: Oxford University Press. ISBN 0-19-280005-10-19-280005-1.
- Odell, George. "Verificando a Confiabilidade do Líticas Uso de Desgaste Avaliações por "Testes Cegos": O Baixo Poder de Abordagem." Diário de Campo de Arqueologia 7 (1980): 1-34.